# Olodum

Olodum bei einem Auftritt im Vorfeld des Karnevals 2004 in Manaus

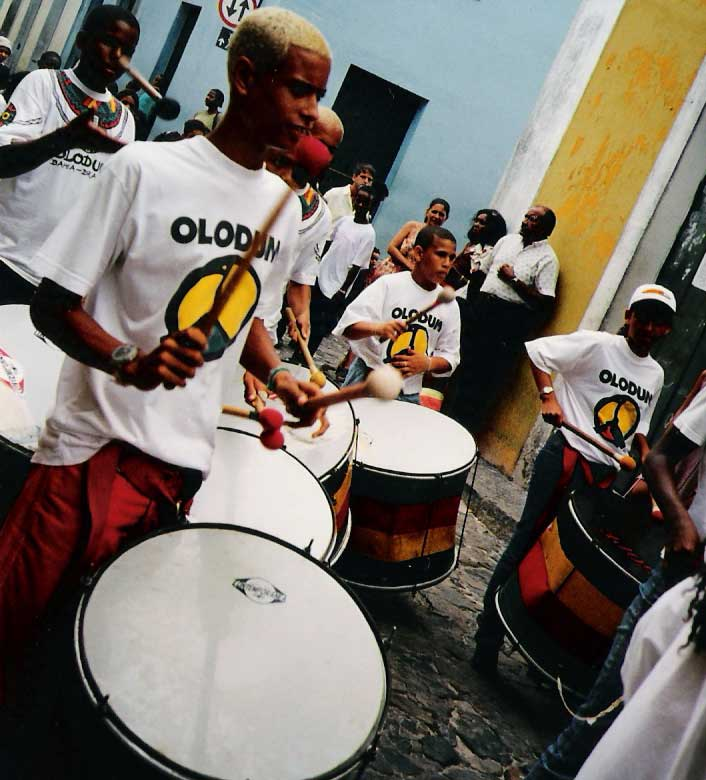
Olodum-Trommler bei einem Auftritt

Olodum ist eine brasilianische Musikgruppe, die am Karneval von Salvador da Bahia teilnimmt und in einer kleineren Formation Bühnenauftritte bestreitet. Der Name ist entlehnt aus der Religion der Yoruba in Nigeria. Die Band hat mehrere erfolgreiche CDs aufgenommen. Olodum ist darüber hinaus ein Kulturverein, der sich für die afrobrasilianische Kultur und soziale Belange der schwarzen Bevölkerung Salvadors engagiert.

## Bedeutung
Olodum ist eine der bekanntesten Gruppen des Sambareggae und hat diese Musik maßgeblich geprägt. Die Musikgruppe wurde 1979 als bloco afro nach dem Vorbild von Ilê Aiyê gegründet und verband die Musik von Anfang an mit politischen Forderungen nach Gleichberechtigung der schwarzen Bevölkerung. Das Kulturzentrum von Olodum liegt direkt am Pelourinho, dem historischen Zentrum der Altstadt von Salvador.
Daneben besteht die Olodum-Schule als ein Sozialprojekt. Dort erhalten Kinder aus den unterprivilegierten Schichten Salvadors kostenlos Unterricht im Trommeln, Tanzen, Musik, aber auch beispielsweise Informatik. Diese Schule, die auch politische Bildungsarbeit durchführt, finanziert sich durch die Einnahmen der Band, Förderungen und Spenden. Die Gruppe gibt auch die monatlich erscheinende Zeitung Bantu Nagô heraus und betreibt eine Fabrik, die Kleider und Musikinstrumente produziert. Jeden Dienstag veranstaltet Olodum die Afrikan Bar, wo die Gruppe abends (gegen Eintritt) Open Air auftritt und zum Tanz aufspielt.
1987 hatte Olodum mit „Faraó“ (auf dem Debütalbum Egito Madagáscar) einen Hit. 1989 trat die Band zum ersten Mal in Europa auf. Ihr fünftes Album A Música do Olodum von 1992 enthielt den Hit „Nossa Gente“, den Roque Carvalho schrieb und der von Caetano Veloso und Gilberto Gil auf ihrer CD Tropicália 2 gecovert wurde. Olodums Album Sol e Mar wurde 1995 live beim Montreux Jazz Festival aufgenommen.
Neben 20 eigenen Platten und CDs spielte Olodum 1990 mit Paul Simon das Stück The Obvious Child auf dessen Album The Rhythm of the Saints ein, 1995 nahm Michael Jackson die Single They Don't Care About Us mit der Gruppe auf, die auch in dem gleichnamigen Video von Spike Lee zu sehen ist. Jackson trägt mehrere Olodum T-Shirts in dem Video seines Hits They Don't Care About Us. Olodum war auch an Aufnahmen von Beth Carvalho, Daniela Mercury und Jimmy Cliff beteiligt. Außerdem spielte Olodum den Trommelrhythmus für Aufnahmen von Wayne Shorter und Herbie Hancock auf der Kompilation Bahia Black – Ritual Beating System von Bill Laswell ein. 2014 spielte Olodum (neben Jennifer Lopez und Claudia Leitte) in dem FIFA World Cup Song von Pitbull mit.